# 周中
周中（1949年—）是香港資深廚師，於2006年參與無綫電視節目《美女廚房》，擔任評判。因其評論風趣，並常發表「金句」，開始為香港人熟悉。
周中在5歲來香港，於1960年代入行，歷40多年，退休前是凱悅酒店凱悅軒大廚，現時流行中西合璧的新派菜是他在1980年代創製的，率先把鵝肝、三文魚等西方材料做成中菜。更曾被日本邀請參加料理鐵人比賽。他在凱悅擔任大廚期間累積不少外地食客，以日本人最多。2006年起在日本東京一間以他名字開設的餐館「白金亭周中菜房」擔任顧問廚師。
另外，周中師傅也是專欄作家，在星島日報《周中·為食名廚》報紙專欄中，發表飲食及時事的見解，語帶幽默。

## 電視節目（無綫電視）
- 2006年 都市閒情（嘉賓）
- 2006年 美女廚房（評判）
- 2006年 學廚出餐（主持）
- 2006年 價啱畀你（嘉賓）
- 2007年 星級廚房（主持）（無綫生活台）
- 2007年  為生活喝采（嘉賓）
- 2007年 蔡瀾歎名菜（嘉賓）
- 2008年 和味濃情 飾 客人
- 2008年 盛裝舞步愛作戰 飾 周中
- 2008年  大龍鳳茶樓（主持）
- 2009年 美女廚房II（評判）
- 2011年 大廚出馬 (第二輯)（評判）
- 2014年 單戀雙城 飾 黎中

## 電視節目（有線電視）
- 2014年 消失中的味道（主持）
- 2015年 神廚遇上女主播 （主持）

## 電視節目（ViuTV）
- 2021年 甜爺爺（演出）
- 2023年 廚神奶奶是你媽（決賽評判）

## 電影
- 2007年  飾 周 中
- 《愛出貓》2009年  飾 校長

## 書籍
- 2007年7月香港皇冠出版社《周中師傅入廚之謎》ISBN 9789882160392
- 2006年12月香港天地圖書出版社《周中廚房》ISBN 988-211-614-0
- 2006年12月香港皇冠出版社《學廚秘笈 跟周中師傅學做菜》ISBN 9789882160217

## 外部連結
- 白金亭周中菜房（页面存档备份，存于） (日語)
- 皇冠出版社: 周中師傅著作，烹飪書籍（页面存档备份，存于）